# Johann Droste zu Hülshoff (1640–1679)
Johann Droste zu Hülshoff (* 1640 in Roxel; † 2. September 1679 in Fritzlar) war Kanoniker in Fritzlar.

## Leben

### Herkunft und Familie
Johann von Droste zu Hülshoff entstammte der westfälischen Adelsfamilie Droste zu Hülshoff, einer der bedeutendsten Familien Westfalens, und gehörte ihrer 15. Generation an. Er war ein Sohn des Heinrich II. von Droste-Hülshoff (1597–1666) und dessen Gemahlin Clara Anna von Neheim zu Niederwerries († 1670).
Sein Bruder Bernhard war Universalerbe. Fünf Schwestern waren Stiftsdamen: Clara in Borstel, Catharina in Hörde, Benedicta in Wilmarsen, Maria war Äbtissin in Hohenholte, wo auch ihre Schwester Richmod Stiftsdame war. Agnes heiratete Diederich von Eickel. Seine Brüder Diederich und Alexander waren ebenfalls Domherren in Fritzlar, Everwin Rittmeister und später juristischer Lizentiat in der Regierung des Fürstbischofs. Im Militärdienst waren Heidenreich und – vor seiner Verheiratung – Heinrich, der die Streitigkeiten um das väterliche Erbe entfachte und dabei versuchte, seinen Bruder Bernhard zu töten.

### Wirken
Mit dem Erhalt der Tonsur am 10. Juni 1656 wurde Johann auf ein geistliches Leben vorbereitet. Nach dem Besuch des Paulinums Münster studierte er im Jahre 1657 an der Universität zu Köln. Am 2. Juni 1657 findet er als Domherr zu Fritzlar urkundliche Erwähnung, wo er am 18. September 1660 mit den Niederen Weihen Subdiakon wurde.
In der Stiftskirche zu Fritzlar fand er seine letzte Ruhestätte.